# Олексіада

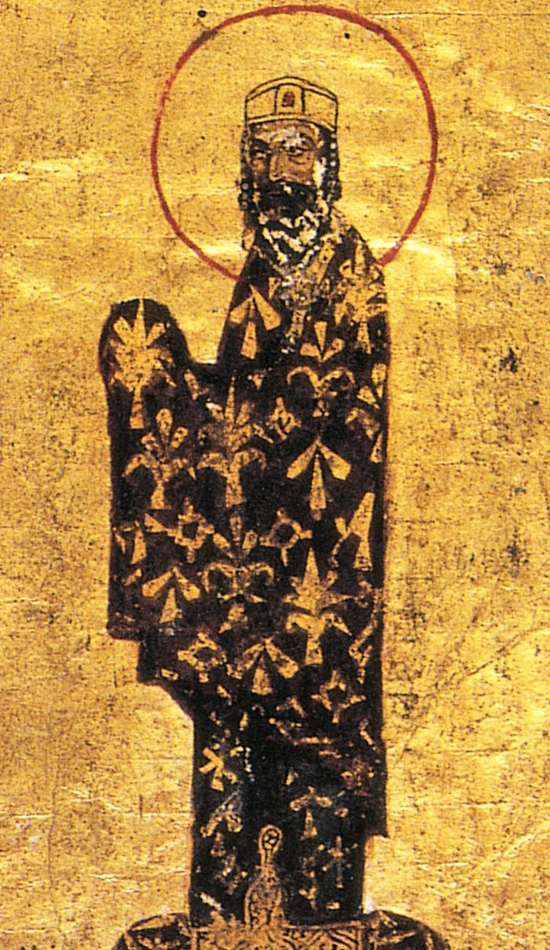
Олексій Комнін, грецький манускрипт з Ватиканської бібліотеки

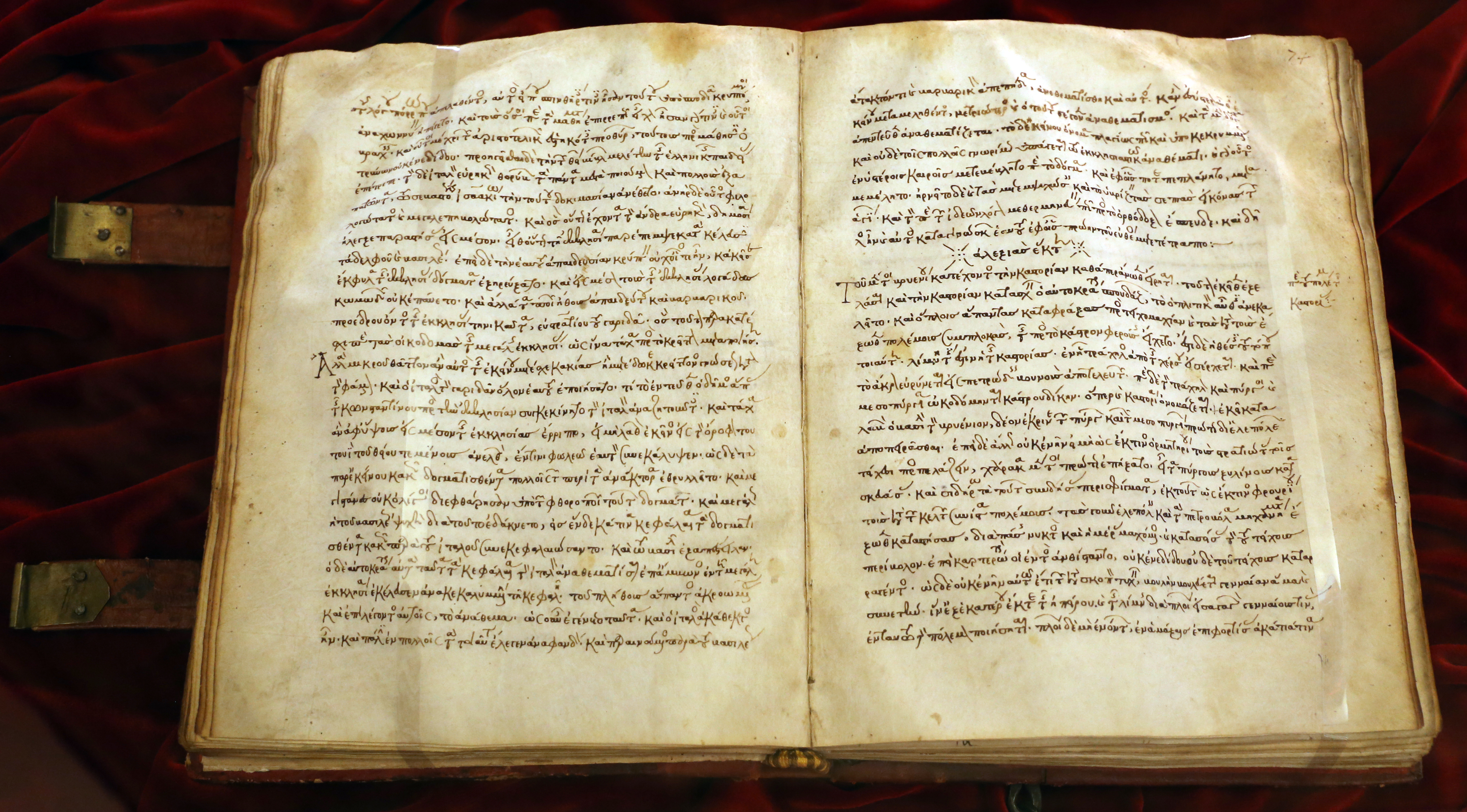
Манускрипт 12 століття у Biblioteca Medicea Laurenziana, Флоренція

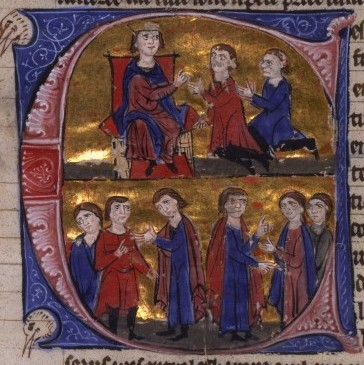

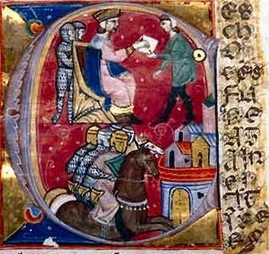
З радою хрестоносців

Олексіада, Алексіада (грец. Ἀλεξιάς) — історія царювання Олексія І Комніна, батька Анни Комніни, написаній з метою прославлення його діянь. Авторка ґрунтовно описує взаємовідносини Візантії з хрестоносцями, до яких вона ставиться з неприкритою недовірою.
«Коли імператор Олексій відпочивав від своїх великих трудів, до нього долетіла чутка, яка передавалася з уст в уста, що йде незліченне військо франків. Ця звістка неприємно вразила Олексія, який з виправданим побоюванням дивився на цей підозрілий народ...Справді, в той час вирушив увесь Захід, тобто всі варварські народи, які займають територію від Адріатичного моря до Геркулесових Стовпів, вся Європа, несподівано знявшись зі свого місця, накинулася на Азію...Імператор, бачачи, наскільки багато хрестоносців, почав дбати про те, щоб герцоги та графи так само присягнули йому, як незадовго перед тим присягнув Годфрід. В надії на це він закликав їх поодинці до себе і, провадячи з ними бесіду, вживав усіх засобів; одні виявилися зговірливими, але інші упирались, і всі його старання були марні.»

## Зміст твору
Є своєрідним життєписним твором, в якому розглядається діяльність візантійського імператора Олексія І Комніна. Авторка важливу увагу надає характеристиці особистості імператора. Також важливе значення приділяється описанню зовнішньої політики Візантії у 1080-1120, війн цього періоду. Повідомляються цінні свідоцтва про Перший Хрестовий Похід, війни Візантії з норманами, печенігами, турками-сельджуками.
Досліджується й внутрішнє життя імперії — адміністративний поділ Візантії, військовий устрій держави, побут імператорського двору, справи церкви й інші сторони державного та суспільного життя Візантії часів Олексія I Комніна.
Хронологічні рамки «Олексіади» охоплюють період з початку служби Олексія при імператорі Романі IV і до 1118. Оповідання складається з 15 книг.

Основна мета, яку ставила Анна Комніна при написанні, спрямовувалась на уславлення свого батька, сама авторка пише так: 
«…я вирішила в цьому оповіданні розповісти про діяння свого батька…Я починаю розповідь не з метою показати своє вміння володіти складом, а щоб такі великі діяння не залишились невідомими для нащадків» .
Анна Комніна була сучасницею описаних нею подій, тому основу її твору складають її власні знання та спостереження. Також вона використовувала розповіді учасників подій, письмові свідоцтва сучасників Олексія, твори її чоловіка — хроніста Никифора Врієннія. Крім цього, в «Олексіаді» Анна часто цитує велику кількість документів, які вона мала змогу використати: імператорські хрисовули, договори, листи від Олексія та до Олексія.
Структурна будова «Олексіади» залежить від ролі головного героя. Портрет Олексія у творі наділяється рисами внутрішньої могутності, героїзму. При цьому Анна не стільки дає опис героя, скільки передає вплив, враження, яке створює його образ на інших.